# Ortigueira
Ortigueira ist eine spanische Gemeinde in der Provinz A Coruña der Autonomen Gemeinschaft Galicien. Die Gemeinde hat 5.418 Einwohner (Stand: 2024).

## Lage
Die Gemeinde gehört zur Comarca von Ortegal. Sie liegt am Nordhang der Serra da Faladoira, dem Fluss Mera und am Ostufer der Ría de Santa Marta – einem gewundenen, felsigen und stark gegliederten Meeresarm des Golfs von Biskaya.

## Bevölkerungsentwicklung der Gemeinde
Legende: Ortigueira und Cariño___Ortigueira

Quelle: INE-Archiv – grafische Aufarbeitung für Wikipedia

## Gemeindegliederung
Die Gemeinde Ortigueira ist in 22 Parroquias gegliedert:
| Parroquias                 | Patrozinium   | Einwohner 2024 | Fläche km² | Dichte Einw./km² | Höhe msnm | Ortskennzahl |
| -------------------------- | ------------- | -------------- | ---------- | ---------------- | --------- | ------------ |
| Barbos                     | San Xulián    | 95             | 3,57       | 27               | 23        | 15061010000  |
| Céltigos                   | San Xulián    | 239            | 7,82       | 31               | 72        | 15061030000  |
| Couzadoiro                 | San Cristovo  | 79             | 22,11      | 4                | 0         | 15061040000  |
| Cuíña                      | Santiago      | 238            | 4,97       | 48               | 36        | 15061060000  |
| Devesos                    | San Sebastián | 91             | 24,78      | 4                | 159       | 15061070000  |
| O Ermo                     | San Xulián    | 93             | 9,83       | 9                | 231       | 15061270000  |
| Espasante                  | San Xoán      | 570            | 7,24       | 79               | 20        | 15061080000  |
| Os Freires                 | San Paulo     | 59             | 6,22       | 9                | 59        | 15061100000  |
| Insua                      | San Xoán      | 79             | 15,80      | 5                | 380       | 15061110000  |
| Ladrido                    | Santalla      | 204            | 4,70       | 43               | 106       | 15061120000  |
| Loiba                      | San Xulián    | 333            | 14,17      | 24               | 60        | 15061140000  |
| Luama                      | San Martiño   | 129            | 3,57       | 36               | 61        | 15061150000  |
| Luía                       | Santa María   | 237            | 1,89       | 125              | 9         | 15061160000  |
| Mera de Abaixo             | Santiago      | 212            | 11,02      | 19               | 69        | 15061180000  |
| Mera de Arriba             | Santa María   | 90             | 9,14       | 10               | 58        | 15061170000  |
| O Mosteiro                 | San Xoán      | 41             | 2,92       | 14               | 216       | 15061190000  |
| As Neves                   | Santa María   | 54             | 17,57      | 3                | 397       | 15061200000  |
| Ortigueira                 | Santa Marta   | 1.511          | 0,76       | 1.988            | 10        | 15061210000  |
| San Claudio                | Santa María   | 389            | 9,61       | 40               | 39        | 15061230000  |
| San Salvador de Couzadoiro | San Salvador  | 95             | 12,94      | 7                | 0         | 15061050000  |
| Senra                      | San Xulián    | 345            | 6,78       | 51               | 22        | 15061240000  |
| Veiga                      | Santo Adrao   | 294            | 11,35      | 26               | 334       | 15061260000  |

## Wirtschaft

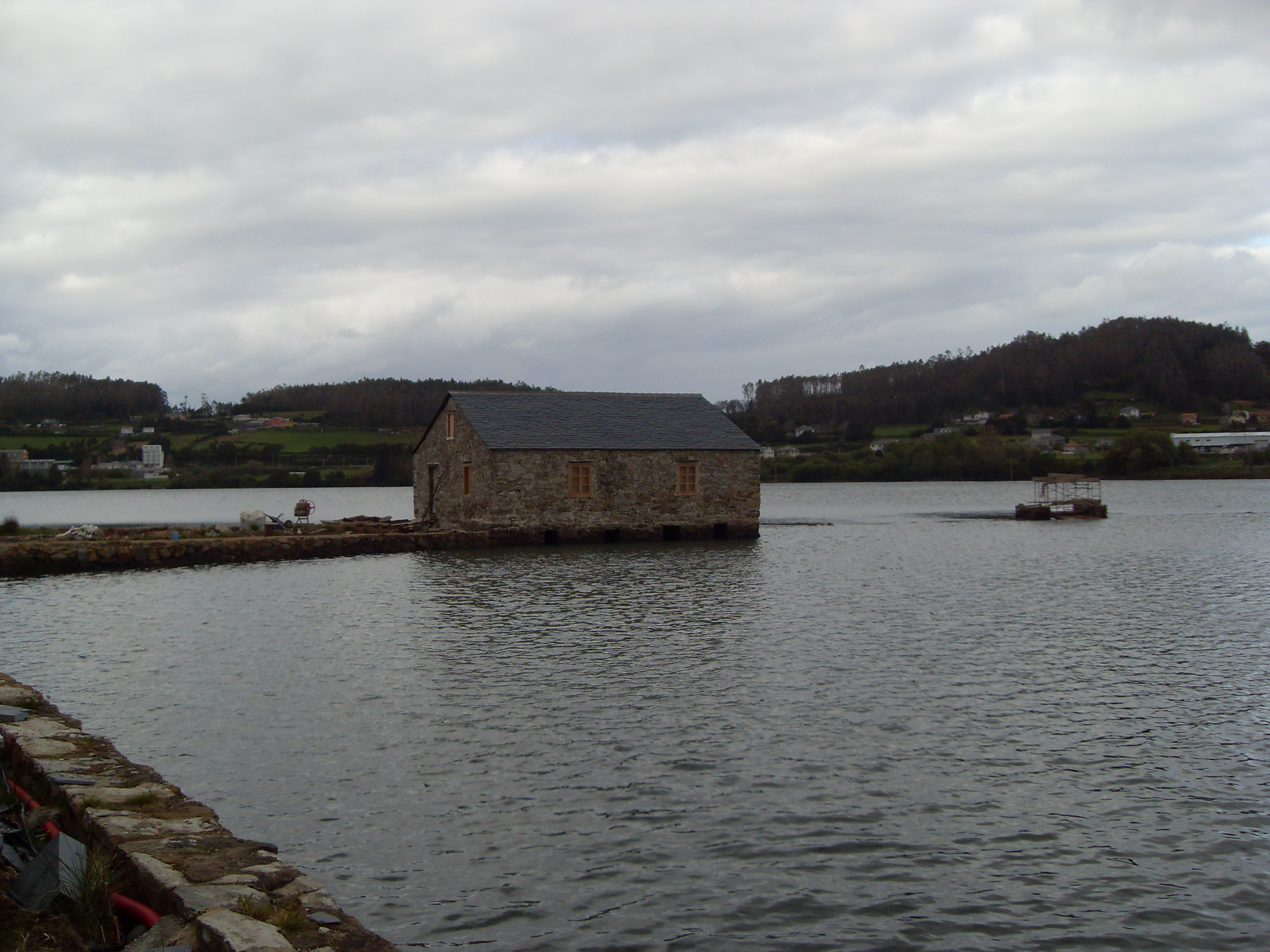
Gezeitenmühle im Ortsteil Senra

| Ackerbau, Viehzucht und Fischerei                                                  | 0171  | 010,05 |
| Industrie                                                                          | 0200  | 011,76 |
| Bauwirtschaft                                                                      | 0169  | 09,94  |
| Dienstleistungsbetriebe                                                            | 1.161 | 068,25 |
| Total                                                                              | 1.701 | 100,00 |
| * Daten aus dem Statistischen Amt für Wirtschaftliche Entwicklung in Galicien, IGE |       |        |

## Sehenswürdigkeiten
Die Hauptwirtschaftszweige sind Fischerei und Landwirtschaft. Der Hafen ist gut geschützt. Wegen seiner Untiefe können große Schiffe nicht einlaufen, aber es gibt dennoch einen regen Küstenhandel, trotz des gefährlichen Charakters der Küste und der Vorherrschaft von Nebel und Stürmen.

## Veranstaltungen
Seit 1978 findet hier das Internationale Keltische Festival statt, welches sich auf keltische Musik und andere Volksmusik spezialisiert hat.